# 천안 성거산 위례성
천안 성거산 위례성(天安 聖居山 慰禮城)은 대한민국 충청남도 천안시 북면, 위례산 정상에 있는 산성이다. 1998년 7월 25일 대한민국의 충청남도의 기념물 제148호로 지정되었다.
이 산성은 해발 525.9m인 위례산 정상을 둘러싸고 있는 테뫼식 산성으로 둘레는 950m 정도이다. 성벽은 토·석혼축공법과 석축공법의 2중 구조로 이루어져 있다.
흙과 돌을 혼합하여 쌓은 부분은 자연 암반을 평탄하게 고른 후 1.5m 너비에 2열로 돌을 평행으로 쌓고 그 위에 흙과 잡석 및 기와조각을 섞어 쌓았다. 현재 남아 있는 성벽의 높이는 1.5m 정도이다. 돌로 쌓은 성벽은 경사가 급한 40m 구간에만 남아 있는데 주로 자연할석으로 쌓았으며, 현재 높이는 4m 정도이다.
이 성은 《삼국유사》의 기록에 의해 백제의 도읍지였던 위례성으로 보기도 하나 도읍성이라기 보다는 국방을 위한 산성으로 보이며, 쌓은 시기도 삼국시대 후기로 추정된다.

## 참고 자료
- 천안 성거산 위례성 - 국가유산청 국가유산포털